# 徐欣瑩
徐 欣瑩（じょ きんえい、中: 徐欣瑩、1972年4月23日 - ）は、中華民国（台湾）の政治家、測量技師。第8回中華民国新竹県立法委員、民国党主席、国会政党連盟副主席を務めた。国立交通大学土木工学部を卒業した。父は新竹県新豊郷前郷長徐鏡蘭である。

## 学歴
- 新竹県新豊郷山崎国民小学
- 新竹県新豊郷新豊国民中学
- 台北市立中山女子高級中学
- 国立成功大学工程科学系 学士
- 国立交通大学土木工学研究科 碩士
- 国立交通大学宇宙衛星調査 博士

## 略歴
- 専門技術人員高等考試 測量技師合格
- 内政部地政司衛星測量中心研究員
- 大時代測量顧問有限公司執業技師
- 明新科技大学教師[1]
- 新竹県議会議員（2005年～2012年）
- 客家委員会諮問委員（2008年～2011年）
- 中国国民党党代表（2009年～2015年）
- 立法委員（2012年～2016年）
- 中国国民党中央常任委員（2013年～2015年）
- 政治団体立院新連盟幹事長（2015年～2016年）
- 民国党主席（2015年～2018年）
- 国会政党連盟副主席（2019年～2020年）

2016年中華民国総統選挙で宋楚瑜候補の副総統候補を務めた。2016年1月17日に、選挙落選を理由に民国党主席を辞任する意向を固めたが、慰留された。
2018年11月24日に実施された地方選挙の一つとして行われた新竹県長選挙に出馬するも、国民党の楊文科に惜敗した。